# أندريس أوبر
أندريس أوبر (بالإستونية: Andres Oper)‏ (مواليد 7 نوفمبر 1977 في تالين) لاعب كرة قدم إستوني دولي يجيد اللعب في خط الهجوم . يلعب حاليا لصالح نادي أدو دين هاغ الهولندي منذ 2010 .

## مسيرته الكروية
لعب أندريس أوبر خلال مسيرته الاحترافية مع 9 أندية في ثلاثة وعشرون موسمًا وسجل خلالها 127 هدف ضمن 436 مباراة. حيث فاز في موسمين بالكأس وفي ثلاثة مواسم بالدوري.
خاض أندريس أوبر مسيرته مع نادي فلورا في موسم 1994–95 في المرة الأولى لمدة موسم واحد ثم في موسم 1996–97 ليلعب معه أربعة مواسم ثم ما بين عامي 1999 و2000 لمدة موسم واحد، مشاركًا طوالها في 73 مباراة سجل خلالها 44 هدفًا. ثم انتقل إلى Pärnu JK Tervis ‏ في موسم 1995–96 لمدة موسم واحد، حيث شارك في 9 مباريات سجل خلالها 3 أهداف. لينتقل بعدها إلى البورك بولدسبيلكلوب ‏ في موسم 1999–00 في المرة الأولى لمدة موسم واحد ثم في موسم 2000–01 واستمر معه طيلة ثلاثة مواسم، مشاركًا طوالها في 117 مباراة سجل خلالها 28 هدفًا. ثم انتقل إلى نادي توربيدو موسكو في موسم 2003 واستمر معه طيلة ثلاثة مواسم، مشاركًا في 53 مباراة سجل خلالها 8 أهداف. هذا وانتقل لاحقًا إلى نادي رودا كيركراده في موسم 2005–06 ليلعب معه أربعة مواسم، مشاركًا في 103 مباراة سجل خلالها 32 هدفًا. ثم انتقل بعدها إلى نادي شانغهاي غرينلاند شينهوا ما بين عامي 2009 و2010 لمدة موسم واحد، مشاركًا في 6 مباريات ولم يسجل أي هدف. ليعود وينتقل من جديد، لكن هذه المرة إلى نادي أدو دين هاغ في موسم 2009–10 لمدة موسم واحد، مشاركًا في 12 مباراة سجل خلالها هدفًا واحدًا. لينتقل بعدها إلى نادي أيك لارنكا في موسم 2010–11 لمدة موسم واحد، مشاركًا في 21 مباراة سجل خلالها 3 أهداف. ثم لعب في نادي نيا سلاميس فاماغوستا في موسم 2011–12 ولمدة موسمين، مشاركًا في 42 مباراة سجل خلالها 8 أهداف.

## روابط خارجية
- أندريس أوبر على موقع الاتحاد الدولي (مؤرشف)  (الإنجليزية)
- أندريس أوبر على موقع الاتحاد الأوربي (الإنجليزية)
- أندريس أوبر على موقع اتحاد إستونيا (الإنجليزية)
- أندريس أوبر على موقع قاعدة بيانات كرة القدم.إي يو (الإنجليزية)
- أندريس أوبر على موقع ناشيونال فوتبول تيمز (الإنجليزية)
- أندريس أوبر على موقع Soccerway.com (الإنجليزية)
- أندريس أوبر على موقع عالم كرة القدم.نت (الإنجليزية)